# Copidosoma albipes
Copidosoma albipes är en stekelart som först beskrevs av John Obadiah Westwood 1837.  Copidosoma albipes ingår i släktet Copidosoma och familjen sköldlussteklar. Arten är reproducerande i Sverige. Inga underarter finns listade i Catalogue of Life.